# 明會要
《明會要》，清人龍文彬撰寫，共80卷，內容主要敘述明代各種典章概況。
《明會要》體例本於《秦會要》、《兩漢會要》、《三國會要》，分為帝系、禮、樂、輿服、學校、運歷、職官、選舉、民政、食貨、兵、刑、祥異、方域、外蕃15門，繫以498個子目，徵引贍博，間附論列辨證。1956年中華書局刊印。

## 外部連結
- 龍文彬《明會要》 （页面存档备份，存于） - 中國哲學書電子化計劃